# Salmo aphelios
Salmo aphelios là một loài cá hồi đặc hữu của hồ Ohrid ở Macedonia và Albania trong khu vực Balkan.
Salmo aphelios là một trong bốn dạng khác biệt của phức hợp cá hồi Ohrid đặc hữu của chỉ riêng hồ này, cùng với Salmo letnica, Salmo balcanicus và Salmo lumi. Các dạng khác nhau này, được người ta cho là các loài khác biệt, được phân biệt bằng thời gian và tập tính sinh sản của chúng, trong đó trên thực tế chúng là cô lập với nhau về mặt sinh sản. Tuy nhiên vẫn chưa có sự hỗ trợ cho địa vị loài khác biệt của chúng từ các dữ liệu phân tử. Salmo aphelios đẻ trứng từ tháng 5 tới tháng 7 tại các suối nước ngầm ở bờ phía đông của hồ, gần khu vực biên giới Macedonia-Albania.
Thịt của Salmo balcanicus thường có màu da cam. Về tổng thể thì các loại cá hồi Ohrid có màu trắng bạc với các đốm đen. Các đốm đỏ chạy dọc theo đường bên. Salmo aphelios có thể dài tới 40 cm.